# ポリカルパ・サラバリエータ
ポリカルパ・サラバリエータ（Policarpa Salavarrieta、1795年1月26日 - 1817年11月14日）は、コロンビア独立運動で革命軍のために活躍した女スパイであり、コロンビア独立の英雄と考えられている。スペイン王党派に捕らえられ、最終的に反逆罪で首都ボゴタのマヨール広場で銃殺され処刑された。
ラ・ポーラ (La Pola) の呼び名で知られ、彼女の死亡日はコロンビアの「女性の日」として記念日とされている。

## 幼少期
ポリカルパの家族は、称号もイダルゴ（郷士とも呼ばれる小貴族、貴族と平民の間の身分）も持ち合わせていなかったものの、幼少時代のグアドゥアスの家（現在博物館となっている）から判断すると、一見立派であり裕福であった。
サラバリエータ家は1796年から1798年の間にボゴタに移り、サンタバルバラの小さな家に住んでいた。
1802年に首都で天然痘の流行が勃発し、ポリカルパの父、母、弟エドゥアルドと妹マリア・イグナシアを含め、数千人が死亡した。悲劇の後、家族はバラバラになった。ホセ・マリアとマヌエルはアウグスティヌスの命令に加わり、ラモンとフランシスコ・アントニオはテナに行き、農場で仕事を見つけた。最年長の子供であるカタリーナは、1804年頃にグアドゥアスに戻り、ポリカルパの弟のビビアーノを連れて行くことを決めた。カタリーナは再び彼女と彼女の二人の兄弟を取って、ドミンゴ・ガルシアと結婚するまで、彼らは彼らの名付け親マルガリータベルトランとその叔母マヌエラの家に住んでいた。
ポリカルパの人生には、この期間に関する情報はほとんどない。知られているのは、彼女が仕立て屋として働いていたことと、公立学校の教師として働いていたことだけである。
当時、グアドゥアスは、ボゴタからマグダレナ川に至るヌエバ・グラナダを通る最も重要な道路の重要な休憩所であり、国の北部とカリブ海に通じていた。兵士、貴族、職人、農民、反乱者、スペイン人、グレナディーン人はグアドゥアを通過し、商業とニュースと情報の中心になった。戦争中、ポリカルパの家族は革命側に関与していた。彼女の義理の兄弟、ドミンゴ・ガルシアは、南部のキャンペーンでアントニオ・ナリーニョと一緒に戦死した。
伝説によると、革命が勃発した後、副王アントニオ・ホセ・アマール・イ・ボルボンとその妻マリア・フランシスカ・ビジャノバは、彼らの命への不安から、ホセ・ミゲル・ペイ・ド・アンドラデ市長によって密かにボゴタから逃れた。彼らはグアドアスに立ち寄った。マリア・フランシスカ・ビジャノヴァーという副王はポリカルパの家に行き、彼女の差し迫った運命と死を予告していた。

## 革命
歴史上、ポリカルパは1810年以前には政治に関与していなかったが、1817年にボゴタに戻ったときには、政治問題に積極的に参加していた。ボゴタは、人口のほとんどは王党派のスペイン語とパブロ・モリロでオーバーテイクの承認を受けたレコンキスタの本拠地だったので、街の中や外に得ることは非常に困難だった。ポリカルパと彼女の兄弟ビビアーノは、偽造文書と保障措置、そして革命指導者のアンブロジオ・アルメイダとホセ・ロドリゲスによって書かれた紹介状を持って首都に入った。彼らは彼女と彼女の弟が彼女の召使として働くことを隠してアンドレア・リカート・イ・ロザノの家に滞在することを勧めた。実際には、アンドレアリコーテの家は首都の情報収集と抵抗の中心地だった。
グアドゥアスでは、ポリカルパは革命家として知られていた。彼女はボゴタで知られていないので、彼女は自由に動いて、疑いなく他の愛国者やスパイと会うことができ、王党派の家に侵入することもできた。王党派とその将校の妻と娘に仕立て屋としてサービスを提供して、ポリカルパは彼らと彼らの家族のために変えて、修理した。同時に彼女は会話を聞き、計画と活動に関する地図と情報を収集し、主要な王党派が誰であるかを特定し、革命家である疑いのある人を見つけた。
ポリカルパも革命軍に協力的な若い男性を密かに募集した。彼女の兄弟らの助けを借りて一緒になって、クンディナマルカの反乱が必要とする兵士の数を増やすのを助けた。

## 逮捕
ポリカルパ逮捕の作戦はスムーズに実行され、首都ボゴタの外の反乱軍に情報を持ち帰りながら、アルメイダ兄弟が逮捕されるまで気づかなかった。彼らの情報は、ラポーラを革命に直接結び付けた。アルメイダ兄弟とラ・ポーラは、兵士が王立陸軍から脱走し革命側に参加を助けることに関与していた。武装勢力への武器、弾薬および物資の輸送;アルメイダスが同じ年の9月に捕らえられたときに刑務所から逃げるのを手伝い、彼らをマヘタに避難させた。彼らはラ・ポーラとの関係が都市で反乱が起こったときに役立つと期待していた。王党派は彼女の反逆罪を疑ったが、仕立て屋をスパイと反逆罪で告発する確固たる証拠を欠いた。
カサナレに逃げようとしている間にアレホ・サバラインが逮捕されたことは、王党派がラ・ポーラを逮捕することを許可する出来事だった。ポリカルパから彼に与えられた愛国者のリストに王党派によって逮捕された。
首都ボゴタのスペイン側の最高責任者であるイグレシアス軍曹は、ポリカルパを見つけて逮捕し、反逆罪で起訴した。ポリカルパと彼女の兄弟ビビアーノは両方ともAndrea Ricaurte y Lozanoの家で逮捕され、Colegio Mayor de NuestraSeñoradel Rosarioに連れて行かれた。

## 裁判と死
彼女らは、11月10日に戦争評議会に連れて行かれ、ポリカルパとアレホと他の6人の囚人は、1817年11月14日の朝に発砲隊により銃殺されることが宣告された。
処刑のために選ばれた時間は、11月14日の午前9時だった。ラ・ポーラは手を縛られ、2人の司祭と一緒に彼女の死に向かって行進し、守備隊に導かれた。司祭が唱えている祈りを繰り返す代わりに、彼女はスペイン人を呪い、来るべき革命で彼らの敗北を予言した。ラ・ポーラは彼女の処刑の前夜に容赦なくスペイン人を呪ったと言われている。ある時点で彼女は立ち止まり、疲れ、のどが渇いて、守備隊の一人が彼女にグラスワインを差し出した。彼女はグラスを投げ返し、「敵からコップ一杯の水さえも受け取らないだろう！」と述べた。
彼女はボリバル広場で他の6人の囚人と恋人のアレホ・サバラインと共に死ぬことになっていた。足場を上った後、彼女は背信するように言われました。彼女が処刑に導かれたとき、ポリカルパは他の囚人に心を捧げ、逮捕した者らを誹謗した。ラ・ポーラは、スペインの射撃隊にひざまずくことを拒否し、「私はこの死と千人以上に苦しむ勇気があります。私の例を忘れないでください。」チームが射撃を開始したとき、ポーラはチームに向きを変えた。
通常のように、アレホと他の6人の囚人の遺体は、ボゴタの街路をパレードし、展示され、革命家を追い払った。女性である彼女は、この最後の屈辱を免れた。
アウグスティヌス修道士の兄弟ホセ・マリア・デ・ロス・アンヘレスとマヌエル・サラヴァリエタは、ラ・カンデラリアの近くにあるサン・アグスティン修道院の教会に彼女に適切なキリスト教の埋葬をすることを主張した。

## 顕彰

### コロンビア共和国の女性の日
1967年11月8日、ポリカルパ・サラバリエータの死亡日を記念しコロンビア共和国の「女性の日」とする法案がコロンビア共和国議会で可決され、カルロス・ジェラス=レストレポ大統領によって次のように署名された。「私たちの英雄、ポリカルパ・サラバリエータの死」

### コロンビア共和国の通貨
ポリカルパ・サラバリエータは、コロンビア通貨で長年にわたって何度も描かれてきた。通貨の多くには、理想または神話上の女性像も登場してきたが、彼女の肖像画はこれまでに使用された通貨で実際の歴史的女性を取り扱った唯一のものだった。
他の画像が含まれます： レディリバティ。正義 ; コロンビアのすべての先住民を代表する未知のネイティブ・アメリカンの女性 ;さらに最近では、マリアと同じ名前のホルヘ・アイザックスの小説の架空の人物であり、著者と一緒に撮影されている。1万コロンビア・ペソ紙幣は、現在、ポリカルパ・サラバリエータの肖像画が今も流通している唯一の紙幣である。

### 郵便切手
1910年のコロンビア独立100周年を記念して、コロンビア政府は、ポリカルパ・サラバリエタ、シモン・ボリバル、フランシスコ・デ・パウラ・サンタンデール、カミロ・トーレスなど、コロンビア独立の英雄の肖像を特徴とする一連の切手を発行した。その他。1903年から1904年にかけて、アンティオキア省は、ラポーラ（スコットカタログ、アンティオキア番号154）を描いた青い3ペソの切手を発行した。

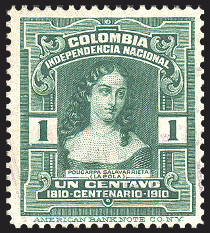
1セント記念切手 (1910年)
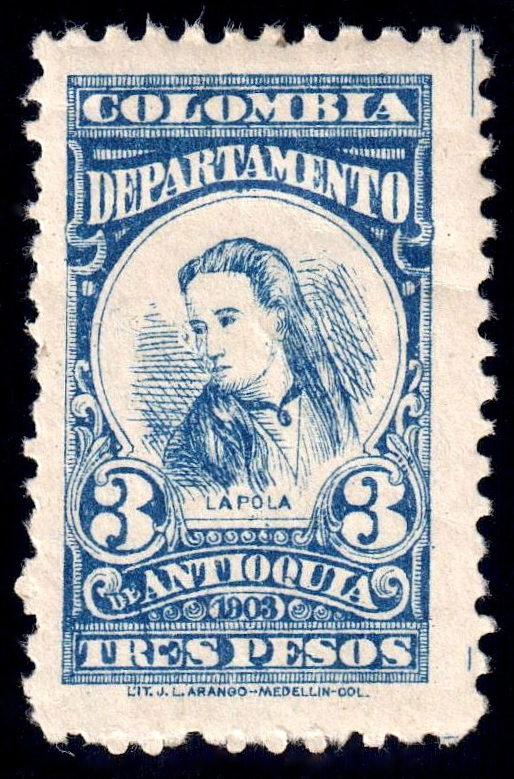
3ペソ 切手(アンティオキア県) (1903年–1904年)
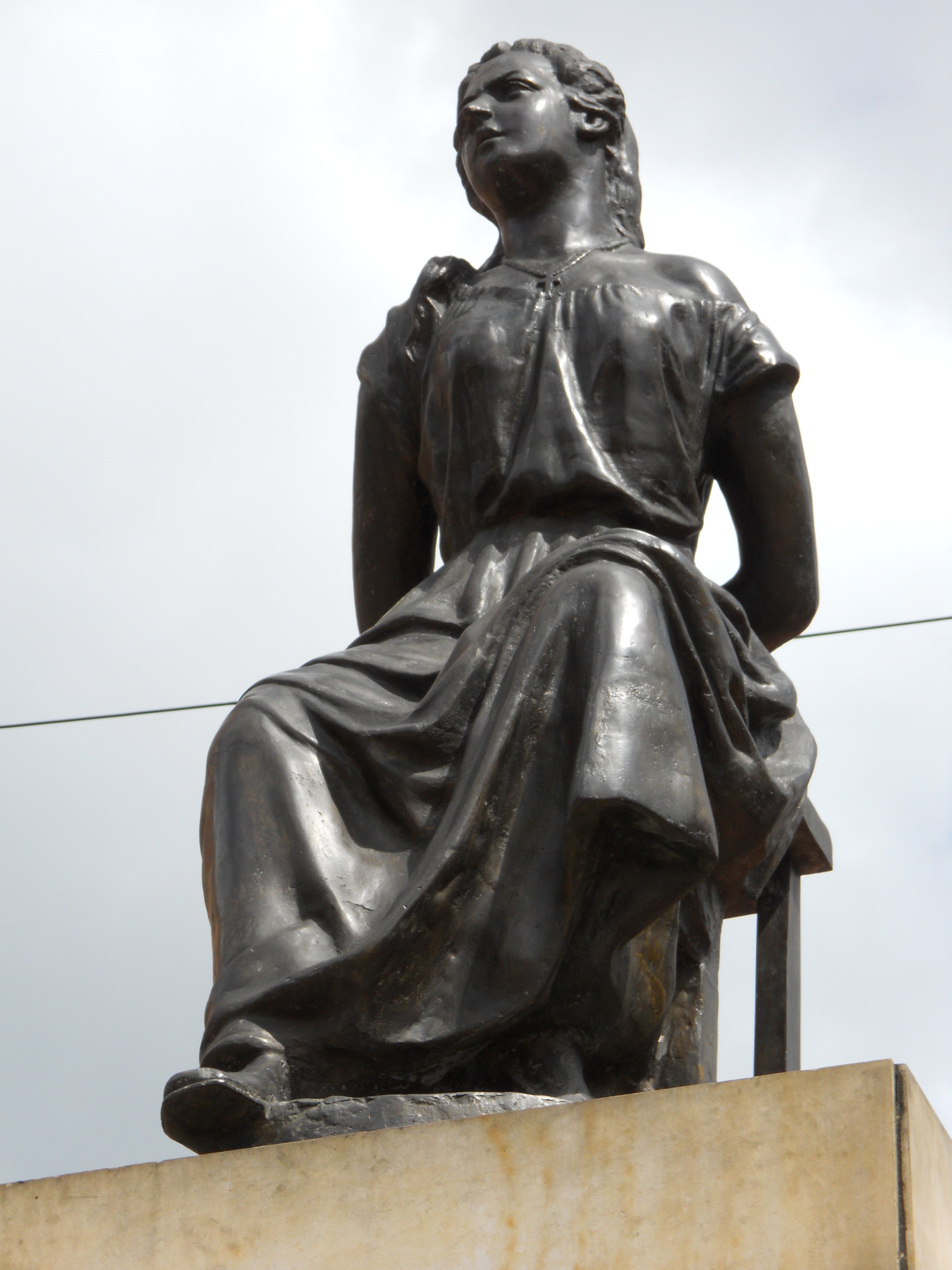
La Pola, 1910 (1910年製作) コロンビア独立100周年を記念して製作された彫刻

## テレビドラマ
- 2010年、コロンビアのRCNテレビはLa Polaというタイトルのテレビシリーズを制作した。セルジオ・カブレラが監督、カロライナ・ラミレス、アナ・マリア・エストゥピニャンが主演を務めた[4][5][6]。